# 北吉原站
北吉原站（日语：／ Kita-Yoshihara eki */?）是屬於北海道旅客鐵道室蘭本線的鐵路車站，位於日本北海道白老郡白老町，車站編號為H25，現時為無人車站。站名源自於日本製紙於北海道設立的製紙工場。由於公司創業時以靜岡縣吉原市（現富士市）為基地，在此處設廠後隨即向日本國鐵申請在此設站，以方便員工出入及原材料、製成品的運送，並願意承擔所有興建費用。採用「北吉原」的站名，就是指此處是位於吉原市北方，是北海道內少數並非以阿伊努語地名轉譯過來的車站名稱。不過本站的「原」字讀音，是採用日文慣常的（hara），而不是吉原市中（wara）的讀法。

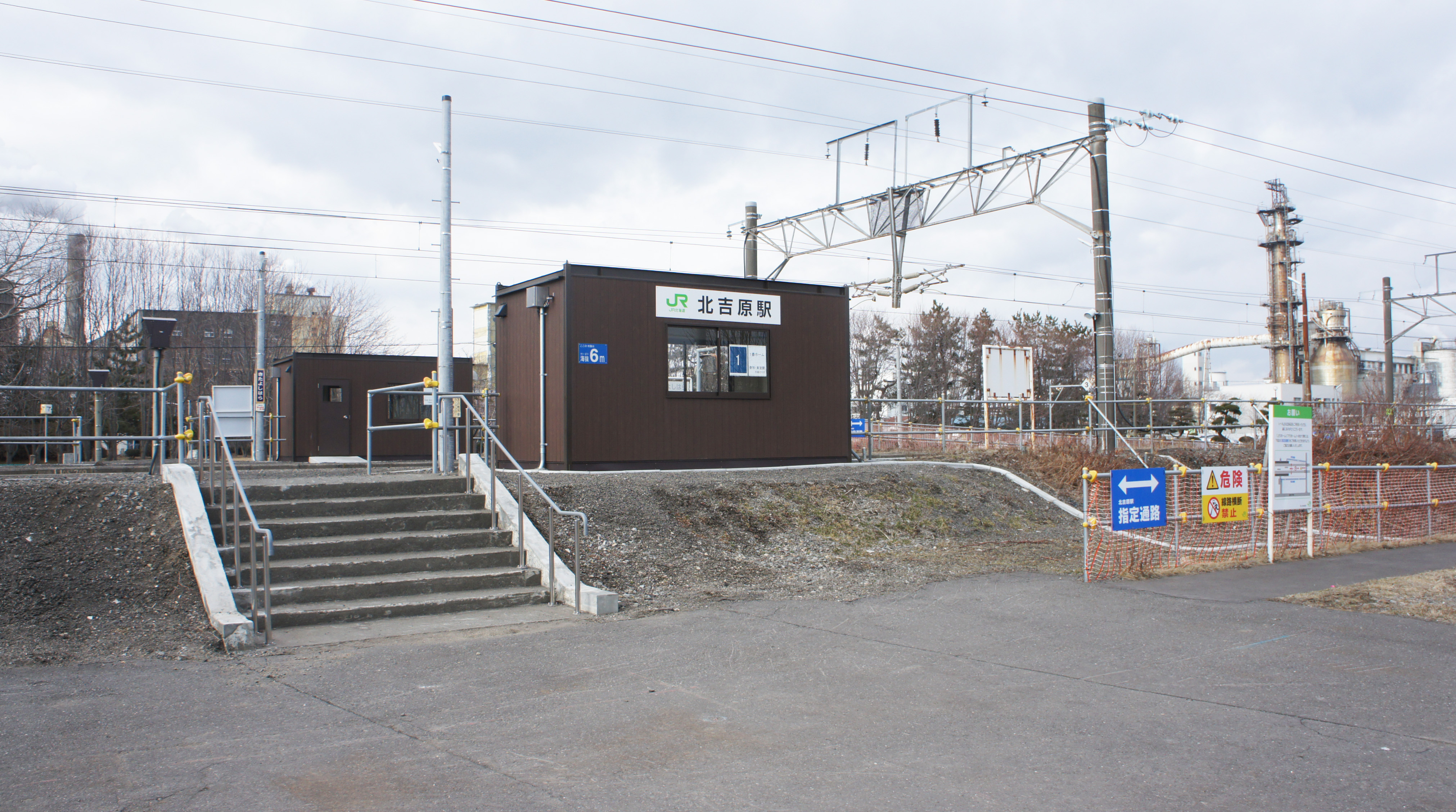
南口(2021年3月)

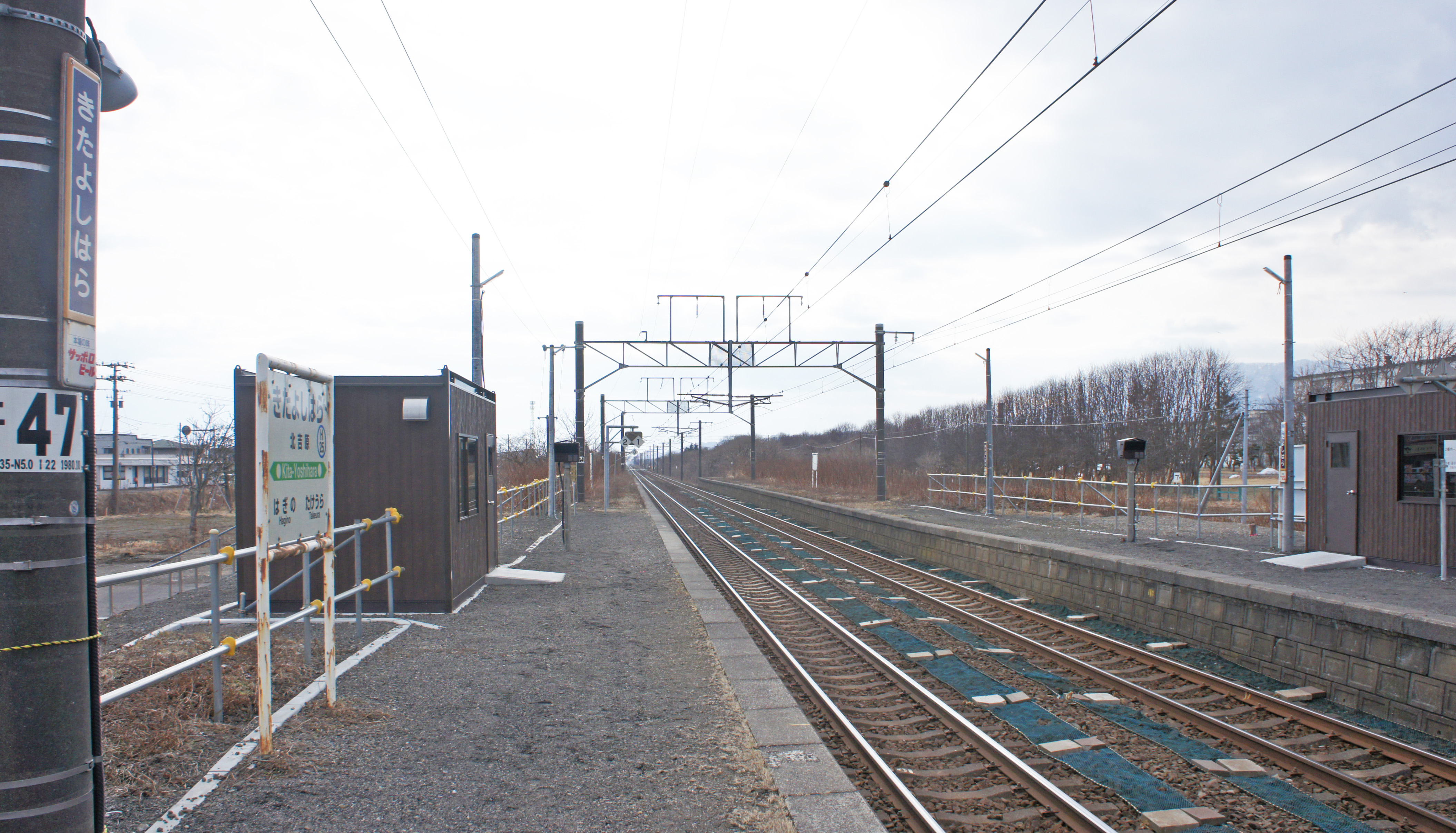
月台(2021年3月)

## 車站結構
因應開業時所興建的站房已十分殘舊，且作為橋上站房並改為無人化後容易產生治安及衞生隠患，白老町役所經相討後，借為白老站進行翻新工程之際，一併把本站的站房拆卸，工程本來預計於2019年9月展開，2020年1月完工，最終卻推遲至2020年1月8月才正式動工。直至2020年7月底為止，橋上站房的拆卸工作已完成，只剩下原來的地台仍然保留，整個工程預計於2020年10月28日全部完成。

### 舊站房
本站的舊站房以水泥建成，為建於跨線橋上的橋上站房。由於站內所有設施均有日本製紙所出資，因此規模和外觀都與線內其他車站甚為不同，當時也成為白老町內少有的多層式建築物。此站於南北兩邊皆設置出入口，並各設有兩條樓梯，其中一條連接站房及地面，另一條為連接站房及月台。而兩端出口亦可於地面直接進入相關的月台。進站後，已棄用的站務室及洗手間均設於北端部份，中央為開放式驗票口，其餘部份則為候車大廳。無人化前，乘客必須先沿第1條樓梯到達站房，通過驗票口後，再沿第2條樓梯前往月台；無人化後，驗票口被鐵鍊封上，乘客如需前往對面月台，可先由站外上樓梯至站房，通過候車大堂通過至對面，再由地面旁邊的出入口進入；或先進入月台後，經樓梯通過轉線通道至對面月台，再經連接地面的出入口離開。

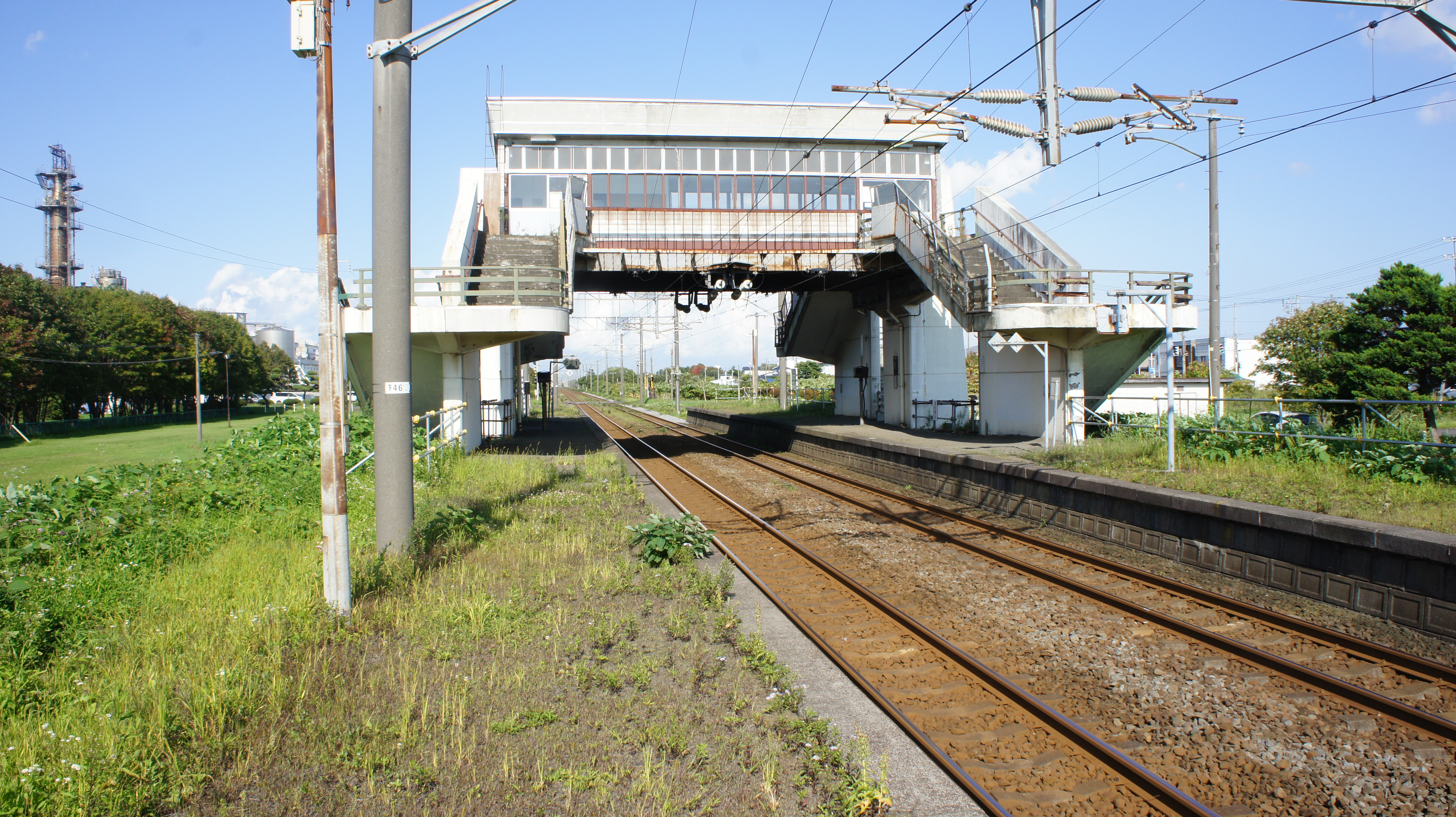
未拆卸前的橋上站房。（2017年9月）
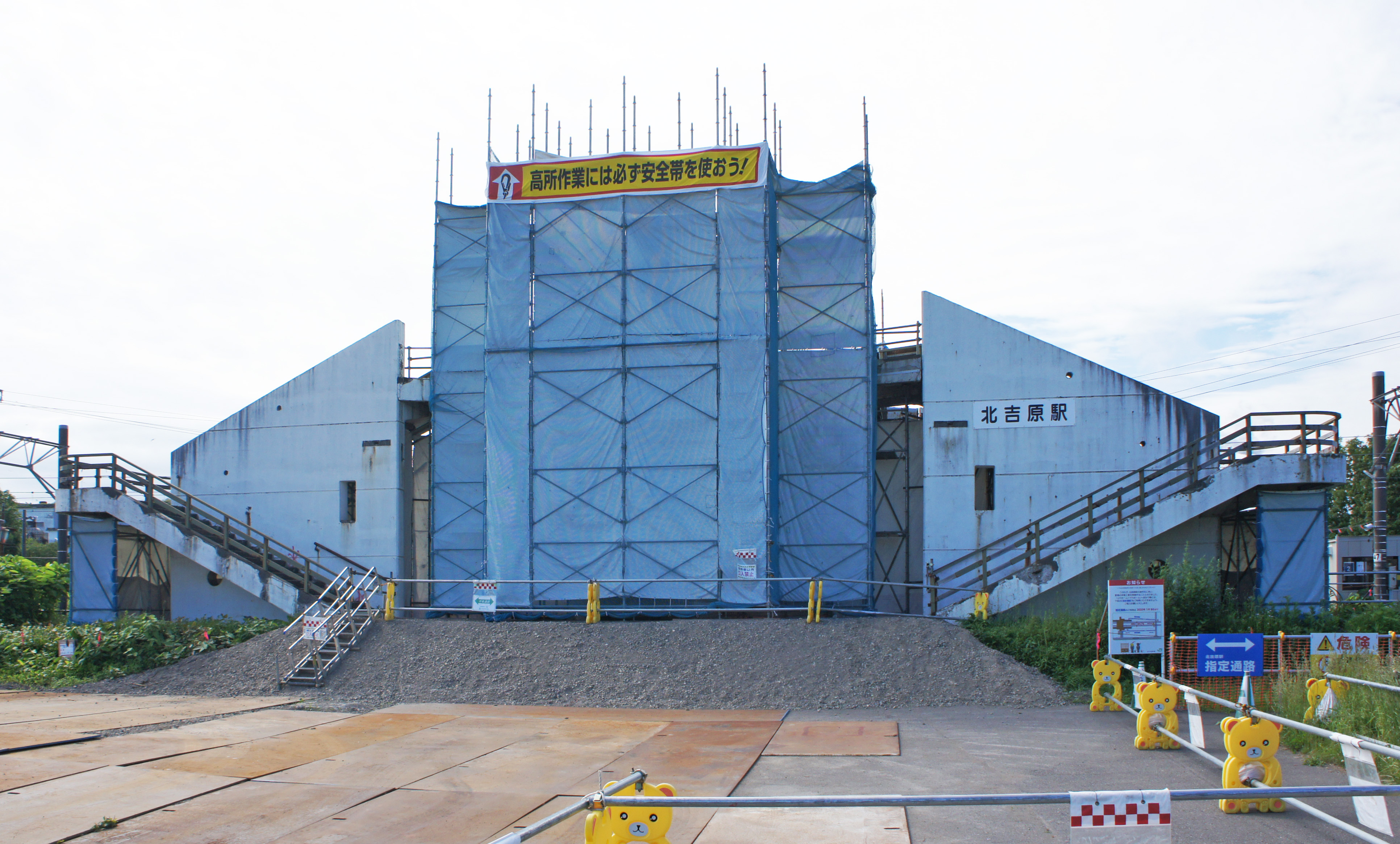
拆卸中的橋上站房。（2020年6月）

### 新候車室
於各月台上各建有一個臨時的候車室，設於月台末端向萩野方向。以組合屋的方式搭建，設有前後窗戶及採用鉸鏈式的把手門（有別於一般採用的趟門），候車室內設有座椅及廣播用的揚聲器。而面向月台方向的窗戶上則貼上月台編號及方向的指示牌。

### 月台
設有側式月台2個，長度約為140米，可容納最長7節的車廂，但現時因只停靠普通列車，通常只會使用中央部份的位置。過往月台上並沒有標示月台標號，但在跨線橋上則會標示相關的月台編號，而當加裝臨時月台候車室時，窗戶上亦加有月台編號。亦由於過往舊站房內已備有足夠的配套設備，因此月台上並沒有裝設其他的配套設施。
| 月台 | 路線       | 方向 | 目的地                 |
| ---- | ---------- | ---- | ---------------------- |
| 1    | ■ 室蘭本線 | 上行 | 東室蘭、室蘭方向       |
| 2    | ■ 室蘭本線 | 下行 | 萩野、苫小牧、札幌方向 |

## 歷史
- 1965年11月1日：日本國有鐵道新車站開業[1]。
- 1980年5月：簡易委託化。
- 1987年4月1日：國鐵分割民營化，車站的營運由JR北海道繼承。
- 2003年4月1日：簡易委託化取消，完全無人化。
- 2017年9月21日：4塊砂漿碎片從站房上跌落，幸沒有人受傷[3]。
- 2020年1月8日：因站房老化，停止使用並拆卸。

## 相鄰車站
北海道旅客鐵道
■ 室蘭本線
■特急「北斗」、「鈴蘭」
通過
■普通
竹浦 (H26) - 北吉原 (H25) - 萩野 (H24)

## 外部連結
- JR北海道北吉原站網頁。（页面存档备份，存于）（日語）